# 八幡神社 (板橋区赤塚)
八幡神社（はちまんじんじゃ）は、東京都板橋区の神社。

## 概要
創建年代は不明である。ただ当社隣の松月院大堂にある梵鐘（国重要美術品）が1340年（暦応3年）鋳造であること、現在は株だけになっている欅の大木の推定樹齢が800年すること、鎌倉時代は八幡神社の創建が盛んだったことから、鎌倉時代から室町時代初期にかけて、かつて存在した寺院の守護神を祀るために創建されたものと推測される。
当社は、ちょうど古墳の上に建てられている。下赤塚村の鎮守でもあった。

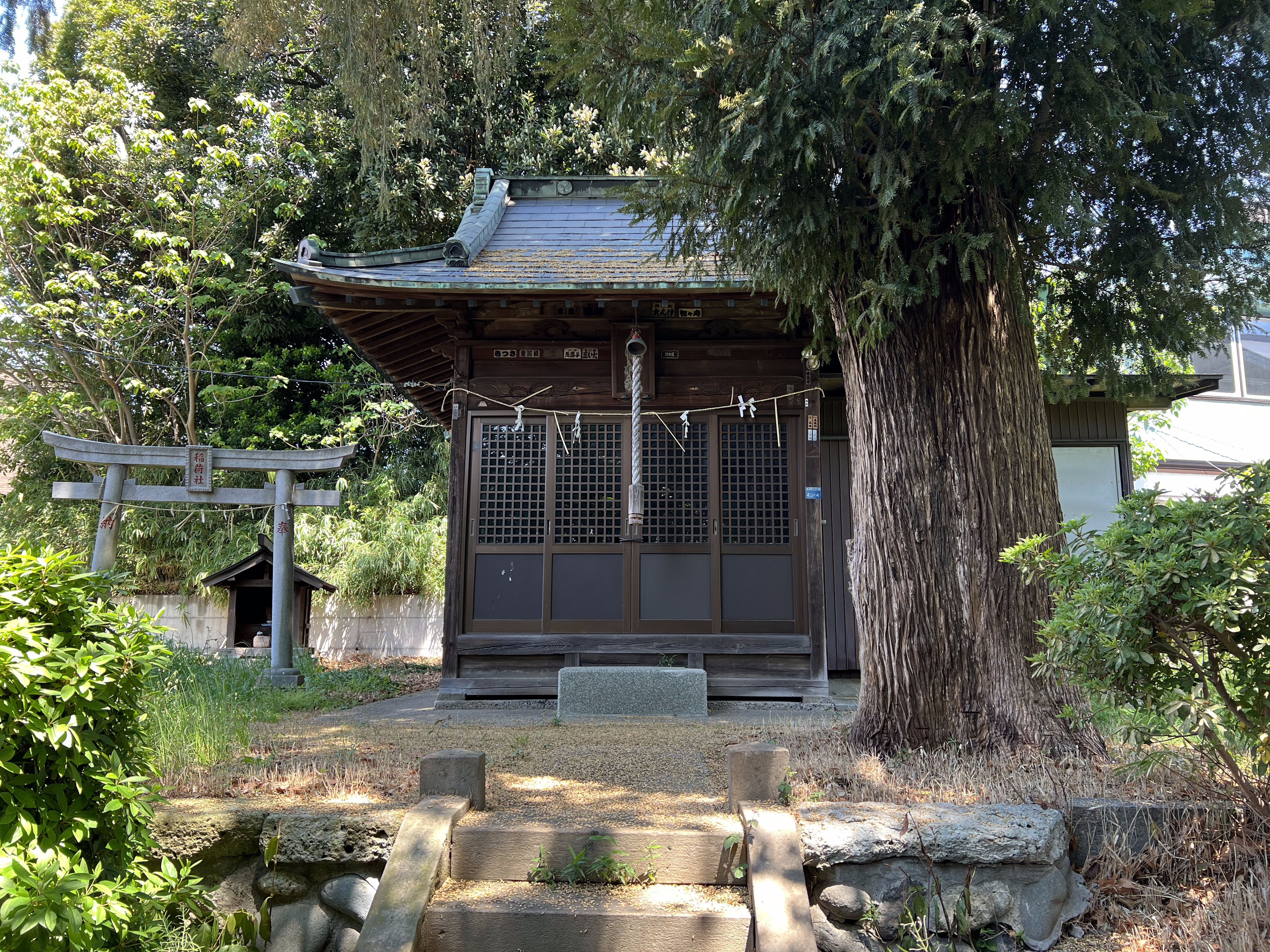
拝殿

## 摂末社
- 稲荷神社

## 氏子区域
- 特になし

## 交通アクセス
- 下赤塚駅より徒歩11分。